# Баршатаський сільський округ
Баршата́ський сільський округ (каз. Баршатас ауылдық округі, рос. Баршатасский сельский округ) — адміністративна одиниця у складі Аягозького району Абайської області Казахстану. Адміністративний центр та єдиний населений пункт — село Баршатас.
Населення — 1474 особи (2021; 2833 у 2009, 3197 у 1999, 3438 у 1989).
Станом на 1989 рік існувала Баканаська сільська рада (село Баршатас) колишнього Чубартауського району.